# Filisur
Filisur (rätoromanska: Filisour)  är en ort och tidigare kommun i region Albula i den schweiziska kantonen Graubünden som från och med 2018 ingår i kommunen Bergün Filisur. Den ligger i Albuladalen, där floden Landwasser rinner ut i Albula, och har en järnvägsstation på Rhätische Bahn med linjer mot Chur, Davos och Sankt Moritz. 
Det traditionella språket är rätoromanska, närmare bestämt dialekten surmiran, med vissa inslag av puter (dialekten i angränsande Övre Engadin). Traditionellt har man i Filisur, liksom i Bergün, använt puter som skriftspråk, främst som en följd av att man haft en gemenskap i att ha gått över till reformert kristendom i slutet av 1500-talet, till skillnad från övriga delar av Albuladalen som bibehållit katolicismen.
Rätoromanskan trängdes under 1800-talet till stor del undan till förmån för tyska språket, som en följd av stor inflyttning av jordbruksarrendatorer från Davosområdet, och försvann i stort sett under 1900-talet. Vid senaste folkräkningen (2000) hade endast 3 % rätoromanska som huvudspråk. Såväl kommunal förvaltning som skolundervisning är helt tyskspråkig. Bland den reformerta befolkningen har också uppstått en betydande katolsk minoritet, som numera har en egen kyrka.